# Hanshin-Autobahn

Übersichtskarte

Hanshin-Autobahn (jap. 阪神高速道路, Hanshin kōsokudōro, dt. „Hanshin-Autobahn[en]“, engl. Hanshin Expressway) bezeichnet ein Autobahnnetz mit einer Gesamtlänge von 273 km, im Bereich der japanischen Großstädte Osaka, Kōbe und Kyōto, dem Hanshin-Gebiet.

## Geschichte

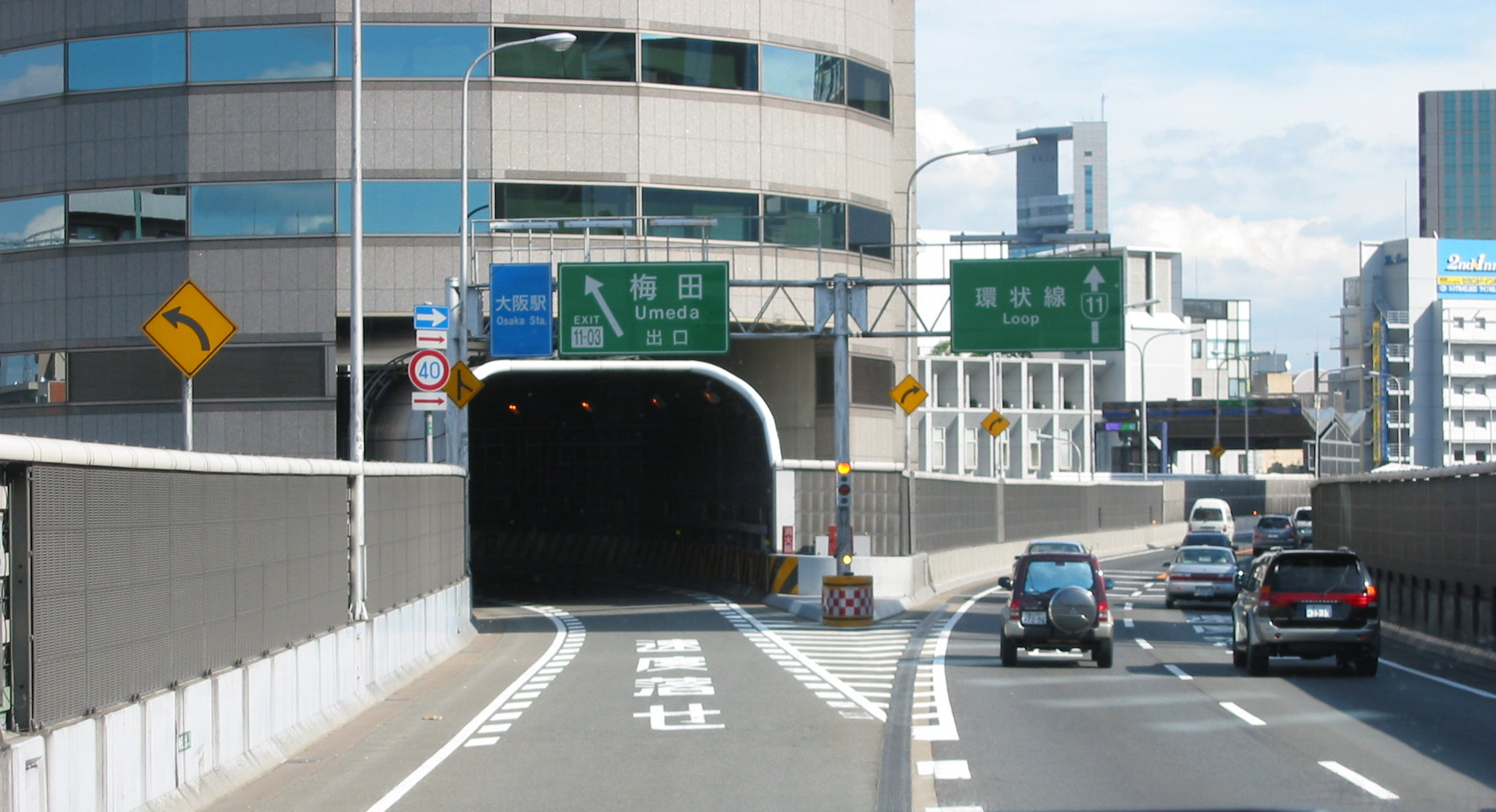
Auf der Autobahn 11 führt die Ausfahrt Umeda durch das 1992 fertiggestellte Gate Tower Building

Das Autobahnnetz wird von dem gleichnamigen Unternehmen Hanshin Kōsokudōro K.K. (阪神高速道路株式会社, ~ Kabushiki kaisha, engl. Hanshin Expressway Company, Limited) betrieben. Es entstand 2005 bei der Privatisierung des 1962 gegründeten gleichnamigen öffentlichen Unternehmens (kōdan, engl. public corporation). Die Strecken wurden als erdbebensichere Bauwerke errichtet, brachen jedoch beim Erdbeben von Kōbe 1995 teilweise zusammen, stürzten auf die Seite oder zeigten Verformungen bei einer Anzahl der Stützpfeiler. Bis 1996 waren die zerstörten oder beschädigten Streckenabschnitte des Netzes wiederhergestellt.

## Streckennetz
| #  | Name                              | Länge [km]         | Streckenführung                                                            |
| -- | --------------------------------- | ------------------ | -------------------------------------------------------------------------- |
| 01 | Kanjōsen (環状線, Ringstraße)     | 10,3               | Osaka                                                                      |
| 02 | Yodogawa-Sagan-sen (淀川左岸線)   | 1,3 (geplant 10,0) | Konohana-ku, Osaka – Kita-ku, Osaka                                        |
| 03 | Kōbe-sen (神戸線)                 | 39,6               | Nishi-ku, Osaka – Amagasaki – Nishinomiya – Ashiya – Suma-ku, Kōbe         |
| 04 | Wangan-sen (湾岸線)               | 32,7               | Minato-ku, Osaka – Sakai – Izumiōtsu – Kishiwada – Izumisano               |
| 05 | Wangan-sen (湾岸線)               | 23,1               | Suminoe-ku, Osaka – Amagasaki – Nishinomiya – Ashiya – Tarumi-ku, Kōbe     |
| 06 | Yamatogawa-sen (大和川線)         | 9,9                | Sakai – Matsubara                                                          |
| 07 | Kita-Kōbe-sen (北神戸線)          | 35,6               | Nishi-ku, Kōbe – Nishinomiya                                               |
| 08 | Kyōto-sen (京都線)                | 9,9                | Yamashina-ku – Fushimi-ku, Kyōto                                           |
| 11 | Ikeda-sen (池田線)                | 21,6               | Nishi-ku, Osaka – Amagasaki – Toyonaka – Ikeda – Itami – Kawanishi – Ikeda |
| 12 | Moriguchi-sen (守口線)            | 12,1               | Kita-ku, Osaka – Moriguchi                                                 |
| 13 | Higashiōsaka-sen (東大阪線)       | 12,5               | Chūō-ku, Osaka – Higashiōsaka                                              |
| 14 | Matsubara-sen (松原線)            | 12,1               | Naniwa-ku, Osaka – Matsubara                                               |
| 15 | Sakai-sen (堺線)                  | 13,4               | Chūō-ku, Osaka – Sakai                                                     |
| 16 | Ōsaka-kōsen (大阪港線)            | 7,2                | Chūō-ku, Osaka – Minato-ku, Osaka                                          |
| 17 | Nishi-Ōsaka-sen (西大阪線)        | 3,8                | Nishinari-ku, Osaka – Minato-ku, Osaka                                     |
| 31 | Kōyamate-sen (戸山手線)           |                    | Nagata-ku, Kōbe – Kita-ku/Suma-ku, Kōbe                                    |
| 32 | Shin-Kōbe-Tunnel (新神戸トンネル) | 8,5                | Chūō-ku, Kōbe – Kita-ku, Kōbe                                              |